# Dendronephthya armifer
Dendronephthya armifer är en korallart som beskrevs av Thomson och Dean 1931. Dendronephthya armifer ingår i släktet Dendronephthya och familjen Nephtheidae. Inga underarter finns listade i Catalogue of Life.